# Vuelta Ciclista del Uruguay 1939
La 1.ª edición de la Vuelta Ciclista del Uruguay se disputó del 1 al 9 de abril de 1939, con un recorrido total de 1018 km divididos en 8 etapas.
El ganador fue Leandro Noli, representante del Club Nacional de Fútbol, seguido de Paulino García de El Túnel y Luis Modesto Soler, también de Nacional.

## Participantes
Se inscribieron 87 corredores (incluidos 17 argentinos y 4 brasileños) de los cuales 66 tomaron la partida y 23 completaron el recorrido. Los ciclistas representaban a 12 clubes de Montevideo (Peñarol, Nacional, Maroñas, El Túnel, Belvedere, El Faro, Olimpia, Welcome, Martiniano, Soler Cycles, Audax y Sportivo Sanguinetti) y 8 del interior (C. C. Canelones y C. C. Joanicó de Canelones, Unión Ciclista Margata y Argos de San José, el Urumer de Soriano, el C. C. Colonia, el Veloz y el Rodó de Paysandú. Los ciclistas además estaban agrupados por categorías siendo las mismas la categoría metropolitana (todos los ciclistas capitalinos), la categoría departamental (todos los clubes y ciclistas del interior, aunque defendieran clubes de la capital), la categoría internacional (en la cual estaban todos los extranjeros), categoría Policial (solo el Club Atlético Policial) y la categoría veteranos.

## Desarrollo
El sábado 1 de abril, frente a los estudios de CX 18 Radio Sport en la avenida 18 de julio y la calle Olimar (hoy Germán Barbato), comenzó a tren controlado la primera Vuelta del Uruguay. Se fue hasta Carlos María Ramírez y Simón Martínez (hoy  Avenida Luis Batlle Berres) donde a las 3 de la tarde se dio inicio oficial a la prueba para recorrer los 90 km rumbo a San José.
La primera etapa estuvo marcada por la equivocación en el recorrido de varios competidores poco antes del arribo. En una bifurcación de caminos, mientras Leandro Noli y Luis Modesto Soler (ambos del Club Nacional de Fútbol) tomaban la dirección correcta, otros equivocaron el camino y algunos, ante la incertidumbre, se detuvieron. Mientras Soler ganaba la etapa, los ciclistas "perdidos" luego de algunas discusiones con los comisarios, se rehicieron y llegaron a San José, aunque con mucho retraso. Los reclamos por parte de estos no se hicieron esperar y hubo que instalar un tribunal para decidir cómo solucionar el problema. El mismo resolvió, ya entrada la noche, que el resultado final de la etapa era inalterable, Luis Modesto Soler era el ganador y Leandro Noli segundo. Al resto de los corredores se les daba el mismo tiempo que al vencedor.
Las lluvias durante esa noche, y el tramo de la ruta 11 entre San José y Ecilda Paullier (que en realidad era un camino de tierra), hicieron que en la 2.ª etapa con final en Colonia, se abrieran amplias ventajas entre los corredores. Leandro Noli de Nacional, Ignacio Martínez del Policial y Paulino García de El Túnel, fueron los 3 primeros en llegar llevándose la victoria de etapa este último. El 4°, José María Trueba del C. C. Belvedere llegó a 18 minutos, mientras que Luis Modesto Soler fue 7° y perdió 30 minutos.
La etapa más larga de la Vuelta fue la 3.ª, con llegada en Mercedes, donde Soler venció por segunda vez. Al término de ésta jornada se dio el primer empate al frente de la clasificación general de la historia, ya que Noli y Paulino García tenían el mismo tiempo. Luego de cruzar en balsa el río Negro (el puente de la ruta 2 se inauguró en 1968), los corredores hicieron la etapa Mercedes-Paysandú, que vio triunfador al primer locatario, Rafael Macchiarullo del Veloz Club de Paysandú. Nueve corredores llegaron escapados a la ciudad sanducera, siendo ellos por su arribo; Macchiarullo (Veloz), Hernando Ghiggia (El Túnel), Soler (Nacional), Abel Vera (Urumer), José Méndez (Maroñas), Noli (Nacional), Andrés Maneiro (Urumer), Guillermo Giménez (Argentina) y Heber Panuncio (Maroñas). Paulino García llegaba 10° a 4 minutos y 45 segundos, lo que dejaba a Leandro Noli líder solitario de la general, seguido de García e Ignacio Martínez.
La 5.ª etapa unió Paysandú con Fray Bentos, siendo la tercera victoria para Luis Modesto Soler. El albo arribó en solitario con un minuto y medio de ventaja sobre un grupo de 8 corredores entre los que estaban Noli y García, pero no Ignacio Martínez que llegó a más de 12 minutos. Esto le valió a Soler para trepar al tercer lugar de la general, que seguía siendo encabezada por Leandro Noli.
Luego de un día de descanso la carrera se reanudó con la etapa Mercedes-Trinidad por una desolada ruta 14, donde además del camino de piedra suelta que transitaron, la lluvia hizo que las condiciones fueran muy duras. Soler ganó en la capital de Flores su 4.ª etapa y volvió a triunfar al día siguiente en el tramo Trinidad-Florida.
La última etapa partía de Florida con una apreciable ventaja de Noli en la general. Aunque en un principio, sería en el velódromo de Montevideo el final de la última jornada, no se creyó conveniente finalizar en él, para no perjudicar a los corredores del interior que no lo conocían y así se estableció que el final sería después de dar una vuelta al circuito Novaro del Parque Batlle, donde Luis Modesto Soler ganó el sprint en el grupo de 14 ciclistas que definió la etapa y donde estaban los 10 primeros de la clasificación. Una multitud recibió a los 23 sobrevivientes y la euforia era tal que coraceros de la Guardia Republicana debieron ayudar a los ciclistas para poder salir del tumulto, retirándolos a caballo.
Leandro Noli inscribió su nombre como el primer ganador de la carrera y Luis Modesto Soler, con sus 6 victorias en 8 etapas, aún se mantiene como récord de triunfos en una edición. 
En otras clasificaciones, el argentino Guillermo Giménez ganó la categoría internacional, Ignacio Martínez obtuvo para Durazno el triunfo en la categoría departamental y policial, mientras que en veteranos la victoria fue para Carlos Bicental del C.C. Maroñas.

## Etapas
| Etapa     | Fecha      | Recorrido             | km  | Ganador (equipo)                        | Líder                         |
| 1.ª etapa | 1 de abril | Montevideo-San José   | 91  | Luis Modesto Soler (Nacional)           | Luis Modesto Soler (Nacional) |
| 2.ª etapa | 2 de abril | San José-Colonia      | 110 | Paulino García (El Túnel)               | Leandro Noli (Nacional)       |
| 3.ª etapa | 3 de abril | Colonia-Mercedes      | 170 | Luis Modesto Soler (Nacional)           | Leandro Noli (Nacional)       |
| 4.ª etapa | 4 de abril | Mercedes-Paysandú     | 135 | Rafael Macchiarullo (Veloz de Paysandú) | Leandro Noli (Nacional)       |
| 5.ª etapa | 5 de abril | Paysandú- Fray Bentos | 130 | Luis Modesto Soler (Nacional)           | Leandro Noli (Nacional)       |
| 6.ª etapa | 7 de abril | Mercedes-Trinidad     | 130 | Luis Modesto Soler (Nacional)           | Leandro Noli (Nacional)       |
| 7.ª etapa | 8 de abril | Trinidad-Florida      | 132 | Luis Modesto Soler (Nacional)           | Leandro Noli (Nacional)       |
| 8.ª etapa | 9 de abril | Florida-Montevideo    | 120 | Luis Modesto Soler (Nacional)           | Leandro Noli (Nacional)       |

## Clasificaciones finales
| Pos. | Ciclista           | Equipo             | Tiempo    |
| ---- | ------------------ | ------------------ | --------- |
| 1.º  | Leandro Noli       | Nacional           | 38:00:44  |
| 2.º  | Paulino García     | El Túnel           | a 8:41    |
| 3.º  | Luis Modesto Soler | Nacional           | a 29:09   |
| 4.º  | Ignacio Martínez   | Policial           | a 34:10   |
| 5.º  | Hernando Ghiggia   | El Túnel           | a 47:15   |
| 6.º  | Andrés Maneiro     | Urumer de Mercedes | a 47:36   |
| 7.º  | Juan Calventos     | Rodó de Paysandú   | a 1:02:29 |
| 8.º  | José Méndez        | Maroñas            | a 1:14:36 |
| 9.º  | Heber Panuncio     | Maroñas            | a 1:22:03 |
| 10.º | Manuel Torres      | Welcome            | a 1:23:46 |

| 11.º | Abel Vera           | Urumer                  | a 1:24:06 |
| 12.º | Guillermo Giménez   | Argentina               | a 1:37:54 |
| 13.º | Rafael Macchiarullo | Veloz de Paysandú       | a 1:39:15 |
| 14.º | Aladino Boffa       | Joanicó de Canelones    | a 1:43:28 |
| 15.º | Wilson Aguilera     | El Faro                 | a 2:00:51 |
| 16.º | Perfecto García     | Olimpia                 | a 2:02:00 |
| 17.º | Anselmo Zarlenga    | Argentina               | a 2:05:31 |
| 18.º | Juan Irigoyen       | Argos de San José       | a 2:41:56 |
| 19.º | Cecilio Giménez     | Unión Ciclista Maragata | a 3:15:26 |
| 20.º | Eugenio Maga        | Unión Ciclista Maragata | a 3:35:04 |
| 21.º | Carlos Bicental     | Maroñas                 | a 3:35:40 |
| 22.º | Luis Pozzi          | Peñarol                 | a 3:44:09 |
| 23.º | Vicente Barrios     | Maroñas                 | a 4:01:46 |